# 酷派集團
酷派集團（全稱：酷派集團有限公司，簡稱：酷派；前稱中國無線）是中國一家行動通訊終端裝置研製與軟件開發的企業，於1993年正式成立。2002年，中國無線於開曼群島註冊成立，2004年12月9日於香港交易所主板上市，集資額為1.14億港元。现任CEO是陳家俊。

## 事件
酷派集團主要子公司為宇龍通信，在1993年由郭德英創立。總部位於深圳市南山區高新技術產業園（北區）夢溪道2號酷派信息港，主要在中國內地經營手機品牌「酷派」、無線電頻率、通訊協定及無線數據解壓縮傳輸技術等。
2014年12月16日，奇虎360斥資4.0905億美元（31.7億港元），入股酷派旗下互聯網終端產品業務「CoolPad E-Commerce」，其中奇虎360佔股45%。隨後360又將其股份增持至49.5％酷派佔餘下55%，酷派亦將合營注入包括「大神」品牌在內的資產，並以此拓展互聯網電商分銷及互聯網終端產品研發。
2015年6月28日，酷派大股東Data Dreamland出售7.8億股份（佔公司18%股份）給「樂風移動香港有限公司」，每股3.508港元（涉資27.4億港元）。完成交易後，酷派大股東Data Dreamland持股減至8.81億股（佔公司20.3%股份），雖然仍是單一最大股東，但失去控股股東地位，而買方則成為第二大股東。
據2012年第三季度統計，酷派以10.4%的份額位列中國智能手機市場的第三位，2012年第四季度以3.0%的佔有率位列世界智能手機市場第10位。酷派手機一直以中國大陸市場為主，而從2010年起逐漸擴展海外市場，如美國、印度等。台灣業者威寶和中華電信分别在2012年和2014年引進酷派手機。
酷派主要研發、生產和銷售智慧型手機。酷派曾经是全球第六大手機製造商，IDC資料顯示，2013年，酷派是中國第三大智慧手機製造商，是中國手機市場佔有率最高的四個國產品牌之一，與中興、華為、聯想並稱為「中華酷聯」。但之后酷派的手机业务逐渐衰落，逐渐淡出主流市场。
2014年12月，資安公司Palo Alto Networks的研究員發現，在英國、美國銷售的24款中國製造酷派暗藏惡意後門程式CoolReaper，至少影響上千萬用戶。該後門是由官方深度植入Android中，能迴避、甚至移除資安防毒軟體的檢測，而使用者無法修改、也無法察覺個人資料遭竊。該後門允許酷派幾乎可執行各種任務，例如未經用戶授權自行下載、安裝、啟動任何應用軟件，並竊取用戶信用卡等資料，發送短信及彩信，向酷派上傳設備及使用者使用資訊。而且，就算該惡意程式未被酷派執行時，後門留下的安全漏洞也會被黑客利用入侵。
2016年6月17日，乐视移动大笔进入酷派集团，持有酷派集团的股票约占28.90%，成为单一控股股东。同年8月，董事长贾跃亭任命刘江峰担任酷派集团CEO，刘江峰此前任华为荣耀品牌总裁。
2017年5月起，伴随乐视的财政危机，酷派也受到了巨大的冲击。7月27日到8月21日，平安银行、宁波银行和浦东发展银行等三家银行分别起诉酷派，要求缴纳共约2.2亿人民币的相关款项。8月31日，CEO刘江峰辞职，由董事会副主席蒋超接任。
2019年1月，於蔣超出訪美國拉斯維加斯CES隔日，董事會審議通過罷免蔣超於酷派執行董事、副主席、行政總裁於公司及其附屬公司的所有職務，並由陳家俊接任。

## 外部連結
- 酷派集團官網 （页面存档备份，存于）（简体中文）
- 酷派集團全球官網（英文）